# Canton de Beaulieu (Vendée)
Pour les articles homonymes, voir Canton de Beaulieu.
Le canton de Beaulieu est une ancienne division administrative française située dans le département de la Vendée.
Créé en 1790 et compris dans le district des Sables-d’Ollonne de cette date à 1795, il est supprimé en octobre 1801.

## Histoire
Sous la Révolution française, pendant la mise en œuvre des décrets de l’Assemblée nationale concernant la division du royaume en 83 départements (15 janvier et 16 février 1790), un décret particulier du 26 janvier 1790 porte implicitement création du canton au sein du district ; les textes de la Constituante sont par la suite ordonnés dans des lettres patentes de Louis XVI données le 4 mars 1790. La division admet alors un chef-lieu fixé dans la municipalité de Beaulieu.
La suppression du canton est projetée dans la loi concernant la division du territoire de la République et l’administration du 28 pluviôse an VIII (17 février 1800). Aussi, en vertu de l’arrêté du 9 brumaire an X (31 octobre 1801), ses communes sont intégrées dans le canton de La Motte-Achard.

## Géographie

### Situation administrative
Administrativement, le canton se situe au sein du département de la Vendée, dans le district des Sables-d’Ollonne de 1790 à 1795. Brièvement, entre la loi concernant la division du territoire de la République et l’administration (17 février 1800) et sa suppression par l’arrêté du 9 brumaire an X (31 octobre 1801), le canton relève du premier arrondissement départemental.

### Surfaces et altitudes
| Commune                | Surface (ha) | Altitude (m) | Altitude (m) |
| Commune                | Surface (ha) | Mini         | Maxi         |
| ---------------------- | ------------ | ------------ | ------------ |
| Beaulieu               | 2 547        | 20           | 69           |
| La Chapelle-le-Hermier | 1 794        | 6            | 62           |
| Landeronde             | 1 796        | 29           | 72           |
| Martinet               | 1 811        | 12           | 63           |

## Composition
À sa création, lors du découpage du 26 janvier 1790, le canton regroupe quatre municipalités.
| Municipalité           | Période   | Réf. |
| ---------------------- | --------- | ---- |
| Beaulieu (chef-lieu)   | 1790-1801 | ,    |
| La Chapelle-le-Hermier | 1790-1801 | ,    |
| Landeronde             | 1790-1801 | ,    |
| Martinet               | 1790-1801 | ,    |

## Démographie
| 1793  | 1800  |
| ----- | ----- |
| 3 330 | 2 887 |